# Eua zebrina
Eua zebrina és una espècie de gastròpode eupulmonat terrestre de la família Partulidae. És terrestre i un endemisme de la Samoa Nord-americana.